# Przemysław Wacha
Przemysław Marian Wacha (Głubczyce, 31 de enero de 1981) es un deportista polaco que compitió en bádminton. Ganó una medalla de bronce en el Campeonato Europeo de Bádminton de 2008, en la prueba individual.

## Palmarés internacional
| Campeonato Europeo | Campeonato Europeo  | Campeonato Europeo | Campeonato Europeo |
| Año                | Lugar               | Medalla            | Prueba             |
| ------------------ | ------------------- | ------------------ | ------------------ |
| 2008               | Herning (Dinamarca) | Medalla de bronce  | Individual         |